# Недонасичена рідина
Рідина́ недонаси́чена (рос. жидкость недонасыщенная; англ. undersaturated fluid; нім. untersättigte Flüssigkeit f) – рідина, в якій при даних умовах може розчинитися додаткова кількість газу або пари.